# Недеља поноса у Торонту
Недеља поноса (енг: Pride week) је велика ЛГБТ манифестација која се одржава сваке године у Торонту у Канади. Манифестација траје 10. дана, крајем јуна током славског Канадског празника и садржи више врста анимација које се одржавају у геј кварту.

## Историја
Недеља поноса је први пут представњена 1981. године, након полицијске бруталности према ЛГБТ популацији. Манифестација је временски постала јако популарна да је чак градоначелник присуствовао ходу поноса са ЛГБТ заставом у руци.